# Quai 10
Le Quai 10, inauguré en janvier 2017 à Charleroi, est un lieu culturel qui rassemble cinéma, jeux vidéo et brasserie au sein d'une même structure. Il est également appelé Centre de l’image animée et interactive. Quai 10 a accueilli 90 000 visiteurs dans son cinéma, 11 000 dans son espace gaming dans la première année après son ouverture.

## Projet
Le Quai 10 instaure, grâce à l'image animée et interactive, une démarche culturelle et pédagogique au cœur d'un seul et unique endroit.   

## Cinéma
L’endroit possède cinq salles de cinéma : quatre salles situées quai Arthur Rimbaud et une salle du Cinéma Le Parc, anciennement dirigée par Michail Bakolas, située rue de Montigny, qui a été intégrée au projet. L'établissement propose des projections allant du cinéma d'Art et essai aux films les plus mainstream, le tout en version originale sous-titrée en français. Le cinéma clôture sa première année avec des chiffres que le journal Le Soir juge plutôt positifs : « 493 films diffusés, 8.250 séances de projection et 91.003 spectateurs pour notre cinéma ».

## L'espace gaming
L'espace gaming est un lieu de découverte et d'éducation au média du jeu vidéo. Ouvert à tous, il allie pédagogie et divertissement afin de renforcer, aussi bien chez les petits que chez les grands, la compréhension et la créativité.

## La brasserie
Ouverte chaque jour de la semaine, la brasserie prend place sur les quais de Sambre.

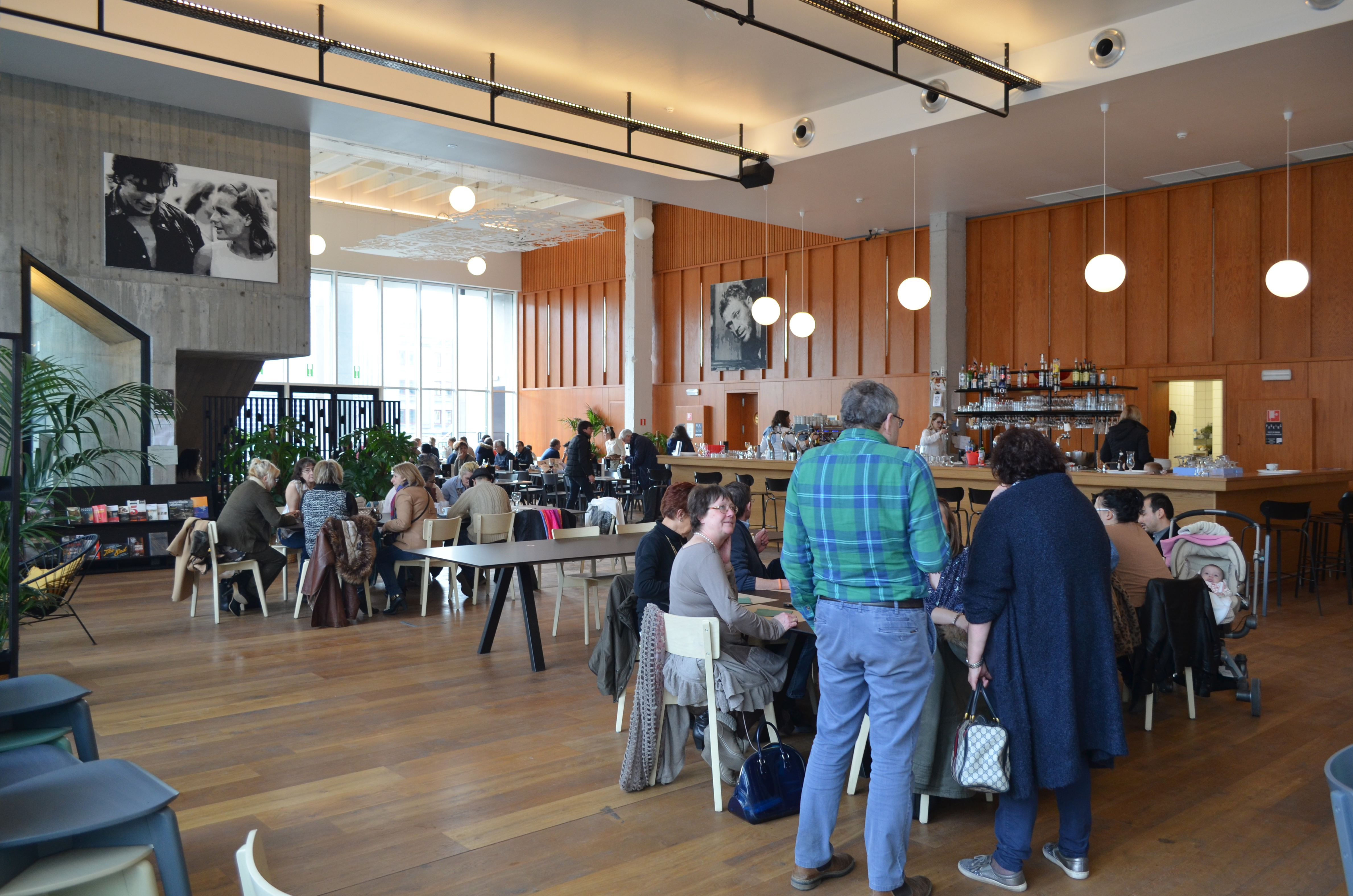
Intérieur de la brasserie.
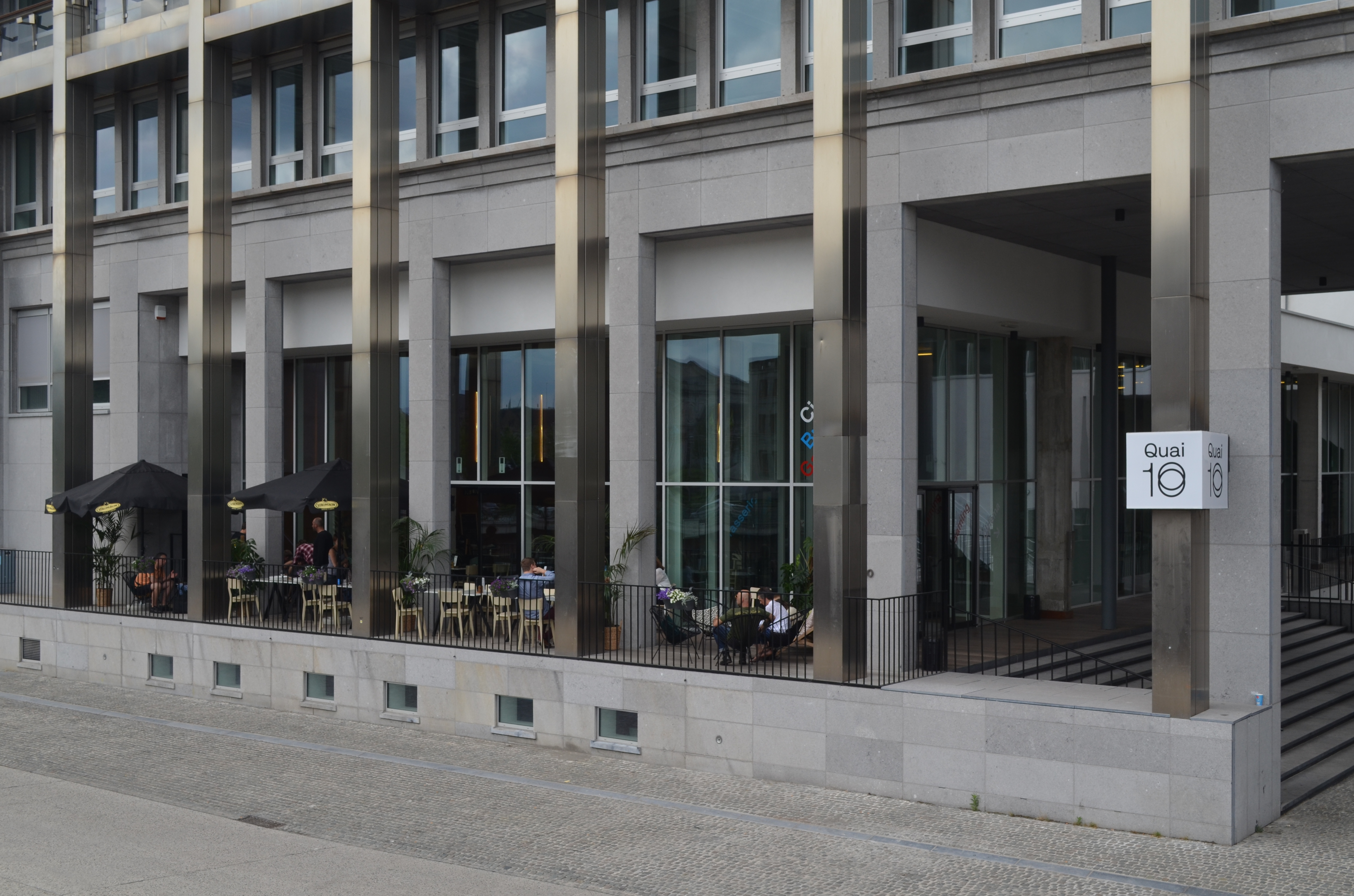
Terrasse côté quai.